# Habenaria compta
Habenaria compta är en orkidéart som beskrevs av Victor Samuel Summerhayes. Habenaria compta ingår i släktet Habenaria och familjen orkidéer. Inga underarter finns listade i Catalogue of Life.